# 東邦大学医療短期大学
東邦大学医療短期大学（とうほうだいがくいりょうたんきだいがく、英語: College of Health Professions, Toho University）は、東京都大田区大森西4-16-20に本部を置いていた日本の私立大学である。1985年に設置され、2005年に廃止された。大学の略称は医短。

## 概要

### 大学全体
- 東京都大田区に所在した日本の私立短期大学で、設置主体は学校法人東邦大学[注 1]。
- 1985年に看護学科を擁して開学。1988年には専攻科が置かれた。男女共学であった。
- 2001年度の入学生を最後に[注釈 1]、2005年に短期大学としての使命を終える[注釈 2]

### 教育および研究
- 看護に関する専門教育が行われていた。臨床実習は東邦大学医学部附属大森病院をはじめ東邦大学関連の病院にて執り行われていた。
- 一般教育科目の外国語科目には、英語・中国語・ドイツ語・フランス語・ロシア語や全国の看護系短大でも珍しいアラビア語やエスペラント語などの科目が置かれていた[8]。
- また、華道・茶道・書道・演劇・美術・文学・手話・音楽などの文化講座も設けられていた[9]。

## 沿革
- 1926年
  - 帝国女子医学専門学校附属看護婦養成所が開校。
- 1957年
  - 東邦大学医学部付属准看護学校となる。
- 1965年
  - 東邦大学医学部付属高等看護学校が開校。
- 1970年
  - 東邦大学高等看護学校と校名変更。
- 1977年
  - 専修学校(専門課程)による東邦大学看護専門学校となる。
- 1984年
  - 12月22日 左記を以て文部省[注 2]より短期大学の設置が認可される。
- 1985年
  - 4月1日 東邦大学医療短期大学が以下の学科体制にて開学[注 3]。
    - 看護学科 入学定員100名[注 4]
- 1988年
  - 4月1日 専攻科の設置が認められ、以下の課程を設ける[注 5]。
    - 地域看護学専攻[注釈 3]
    - 母子看護学専攻[注釈 3]
- 1992年
  - 4月1日 専攻科が大学評価・学位授与機構に認定される[20]。
- 1990年代
  - 専攻科地域看護学専攻の入学定員を15→20に増員★。
- 2001年
  - 4月1日 この年度で短期大学としての学生募集を最終とする[注釈 1]。
- 2005年
  - 7月29日 左記をもって正式に廃止となる[注釈 2]。

## 基礎データ

### 所在地
- 東京都大田区大森西4-16-20[注釈 4]

### 象徴
- 東邦大学医療短期大学のカレッジマークは月桂樹を象ったものであり、その周りを三角形[注 6]を囲んだものとなっていた。その中心にT[注 7]N[注 8]の文字が記されていた[注 9]。

### 年度別学生数

#### 通学課程
- 年度以降の学生数はその該当年度の5月1日時点でのデータである。なお、2000年度以降は、当該当年度以降の『全国学校総覧』（以下、『総覧』と略する。）において学生数の記載がないため省略した。

| -      | 入学定員 | 総定員 | 学生数     | 出典      |
| ------ | -------- | ------ | ---------- | --------- |
| 1985年 | 100      | 100    | 女104      | [ 23 ]    |
| 1986年 | 100      | 200    | 女199      | [ 24 ]    |
| 1987年 | 100      | 300    | 男1 女301  | [ 25 ]    |
| 1988年 | 100      | 300    | 男1 女310  | [ 26 ]    |
| 1989年 | 100      | 300    | 男1 女307  | [ 27 ]    |
| 1990年 | 100      | 300    | 男12 女305 | [ 28 ]    |
| 1991年 | 100      | 300    | 男22 女303 | [ 29 ]    |
| 1992年 | 100      | 300    | 男28 女307 | [ 注 10 ] |
| 1993年 | 100      | 300    | 男20 女308 | [ 32 ]    |
| 1994年 | 100      | 300    | 男7 女324  | [ 33 ]    |
| 1995年 | 100      | 300    | 男7 女327  | [ 34 ]    |
| 1996年 | 100      | 300    | 男7 女331  | [ 35 ]    |
| 1997年 | 100      | 300    | 女333      | [ 36 ]    |
| 1998年 | 100      | 300    | 男5 女310  | [ 37 ]    |
| 1999年 | 100      | 300    | 男5 女314  | [ 38 ]    |

## 教育および研究

### 組織

#### 学科
- 看護学科 入学定員100名[注 11]

#### 専攻科
- 地域看護学専攻[注釈 5]入学定員20名[注釈 6]
- 母子看護学専攻[注釈 5]入学定員15名[注釈 6]

#### 別科
- なし

#### 取得資格について
受験資格
- 看護師：看護学科
- 保健師：地域看護学専攻
- 助産師：母子看護学専攻

### 研究
- 『東邦大学医療短期大学紀要』[45]

## 学生生活

### 部活動・クラブ活動・サークル活動
- 東邦大学医療短期大学で活動していたクラブ活動[46]
  - 体育系：バレーボール・テニスほか
  - 文化系：手話・演劇・茶道・「東邦フィルハーモニー管弦楽団」ほか

### 学園祭
- 東邦大学医療短期大学の学園祭は、キャンパスの所在地に因み「大森祭」と呼ばれていた[47]

## 大学関係者と組織

### 大学関係者組織
- 東邦大学医療短期大学には在学者の父母による後援会組織があり、これは大学と在学生家庭との連絡を緊密にし、学生の教育や課外活動などを側面から助成し、より充実した学生生活を送ることができるよう援助することを目的にしたものとなっていた。その活動内容は、修学資金の貸与ほか在学生の各家庭に『花水木』なる広報誌の配布などがあった。

## 施設

### キャンパス
- キャンパス内には、実習病院である医学部付属大森病院、臨床研究棟・基礎研究棟・体育館・図書館などが立地していた。図書館の所蔵資料数はおよそ30,000冊となっていた。ちなみに、隣接されていた医学部図書館には170,000冊程度の所蔵資料があり、その図書館を利用していた短大生もいた[46]。

### 寮
- なし

### 関係校
- 東邦大学

## 業後の進路について

### 編入学・進学実績
- 看護学科卒業生は東邦大学医療短期大学専攻科に進学していた様子。専攻科は大学評価・学位授与機構に認定されていたため、その修了生は大学院へ進学した人もいたようである。

## 関連サイト
- 東邦大学看護学部